# The Beatles (série de animação)
The Beatles foi uma série animada americana que  baseada na banda de rock inglesa de mesmo nome exibida entre 1965 e 1969 na ABC.

## Enredo
No desenho os Beatles formados por John Lennon, Paul McCartney, George Harrison e Ringo Starr, vivem aventuras emocionantes e divertidas, onde a cada episódio, intitulado com uma das musicas dele, seria o tema do episódio. E as características dos Beatles nesse desenho está de acordo com cada um, John é visto como o líder da banda, sempre pensando no que é melhor pra ele e pros seus colegas, Paul é mais simples e modesto, o George ganhou traços mais maduro e sério e o Ringo ficou caracterizado por ser o mais infantil e atrapalhado da banda. Apesar de ser um desenho sobre os Beatles, os membros originais não tinham interesse nesse desenho, logo eles não dublariam; na dublagem original dos Estados Unidos, John e George foram dublados por Paul Frees, enquanto o Paul e Ringo foram dublados por Lance Percival.